# Bataille de Condore
Guerre de Sept Ans
Batailles
- Chandernagor (1757)
- Plassey (1757)
- Gondelour (1758)
- Négapatam (navale) (1758)
- Condore (1758)
- Madras (1758)
- Pondichéry (navale) (1759)
- Masulipatam (1759)
- Chinsurah (1759)
- Wandiwash (1760)
- Pondichéry (1760-1761)

La bataille de Condore est un affrontement terrestre qui a lieu à proximité de Masulipatam le 9 décembre 1758 pendant la troisième guerre carnatique, dans le cadre de la guerre de Sept Ans. Une force anglo-indienne placée sous les ordres du lieutenant-colonel Francis Forde (en) attaque et défait une armée française, de taille similaire, commandée par le marquis de Conflans, capturant leurs bagages et artillerie. Cette victoire permet aux Britanniques d'aller assiéger Masulipatam qu'ils finissent par prendre le 25 janvier 1759.

### Sources et bibliographie
- (en) Robert Harvey, Clive : the life and death of a British emperor, London, Sceptre, 1999, 304 p. (ISBN 978-0-340-65441-5, lire en ligne)
- (en) George Alfred Henty, With Clive in India : Or, The Beginnings of an Empire, Middlesex, Echo Library, 2006, 237 p. (ISBN 978-1-406-81316-6)
- (en) John Keay, The Honourable Company : A History of the English East India Company, London, Harper Collins, 1993 (réimpr. 2017), 496 p. (ISBN 978-0-006-38072-6, lire en ligne)
- (en) Franck McLynn, 1759 : The Year Britain Became Master of the World, Pimlico, 2005 (réimpr. 2008), 422 p. (ISBN 978-0-712-69418-6, lire en ligne)